# Depressaria subalbipunctella
Depressaria subalbipunctella — вид лускокрилих комах родини плоских молей (Depressariidae).

## Поширення
Вид поширений у Кримських горах (Україна) та на Кавказі (Ставропольський край і Грузія).